# Вареник, Василий Степанович
Васи́лий Степа́нович Варе́ник (1816—1893) — генерал-майор Кубанского казачьего войска (ККВ), писатель, общественный деятель. Родился в семье есаула Кубанского войска Степана Вареника, получил домашнее образование. Службу в армии начал в 1837 году: сначала в кавалерийском и конно-артиллерийском полках, был личным адъютантом атамана Войска Донского, во время Крымской войны 1853—1856 — чиновник по особым поручениям, полицмейстер Екатеринодара. В 1887 году за 50-летнюю службу Василию Степановичу присвоен чин полковника. По инициативе Вареника установлен памятник на могиле казака Л. Тиховского и его боевых товарищей, благоустроены и взяты на сохранение старинные казацкие захоронения на территории первого Войскового православного собора. Вареник — автор юмористических рассказов, из которых сохранились «Мова про фузею» (1842) и «Великодня п’ятниця» (1848). Сохранилось в рукописи художественное сочинение «Досужие минуты казака Вареника». Интересный исторический материал содержит семейная хроника «Было да быль поросло, а горько вспоминать» (1883), в которой говорится о событиях раннего периода жизни на Кубани (1810-е гг.). Исторический интерес также представляют многочисленные речи, с которыми Вареник выступал на различных торжествах и праздниках, отчёты о которых печатались в «Кубанских областных ведомостях». Определённое историко-этнографическое значение сохраняют и его стихи, которые, как правило, писались по поводу исторических событий в жизни края и войска.